# 派恩B鎮區 (密蘇里州斯通縣)
派恩B鎮區（英語：Pine B Township）是位於美國密蘇里州斯通縣的一個行政鎮區。

## 地方資料
派恩B鎮區的面積為62.60平方千米，當中陸地面積為46.69平方千米，而水域面積為15.91平方千米。根據2020年美國人口普查的數據，當地共有人口1898人，而人口密度為每平方千米30.32人。